# Macron-aigu
Le macron-aigu est un signe diacritique utilisé dans certaines transcriptions phonétiques comme l’alphabet phonétique international et dans certaines orthographes.

## Utilisation
Le macron-aigu est adopté dans l’alphabet phonétique international pour représenter un ton haut descendant lors de la conférence de Kiel de 1989, avec d’autres signes diacritiques composés tel qu’utilisés par les africanistes comme alternative aux barres de ton de Chao Yuen Ren utilisés en sinologie. Cependant, celui-ci ne figure pas dans le tableau de l’alphabet phonétique international.
Le macron-aigu est utilisé dans l’alphabet phonétique international pour indiquer un ton moyen-montant.

## Représentation informatique
L’accent macron-aigu peut être représenté avec le caractère Unicode U+1DC4.